# Vibrio parahaemolyticus
Vibrio parahaemolyticus es un vibrio que pertenece al tipo gramnegativo, es móvil y no presenta cápsula ni espora. Tolera la sal común por lo que se desarrolla en el agua del mar y puede crecer a pH 9 en medios ligeramente básicos. Está asociado al consumo de mariscos y en algunos lugares como en Japón hay que tener especial cuidado con él. Es capaz de causar gastroenteritis.
Presenta las siguientes diferencias con Vibrio cholerae: no puede fermentar la sacarosa ni la lactosa y crece con hasta un 8 % de sal común.  Es recomendable mantener los alimentos a más de 75 °C o a menos de 5 °C y evitar la contaminación cruzada durante su manipulación para evitar tener problemas con este microorganismo.
También se asocia al pescado crudo o insuficientemente cocinado. Si se refrigera el pescado ralenta la multiplicación  y si se cocina a más de 60 °C durante 15 minutos, muere.
- Datos: Q134280
- Multimedia: Vibrio parahaemolyticus / Q134280
- Especies: Vibrio parahaemolyticus